# دائرة هواري بومدين
دائرة هواري بومدين إحدى دوائر ولاية قالمة الجزائرية. تقع على بعد 20 كلم من مدينة قالمة. تضم بلديات :
- بلدية هواري بومدين
- بلدية مجاز عمار
- بلدية راس العقبة
- بلدية سلاوة عنونة